# Dabiša de Bosnia
Esteban Dabiša (en serbocroata: Stjepan Dabiša; en húngaro: Dabiša István; fallecido el 8 de septiembre de 1395) fue miembro de la Casa de Kotromanić que reinó como rey de Bosnia desde marzo de 1391 hasta su muerte. Elegido para suceder al primer rey, Tvrtko I, Dabiša al principio mantuvo la integridad del Reino de Bosnia. Resistió con éxito a Hungría, Nápoles e incluso a los turcos otomanos. La última parte de su reinado, sin embargo, vio el ascenso de los magnates y la pérdida considerable del territorio y la influencia de Bosnia.
El parentesco de Dabiša con la familia Kotromanić no está clara. En una carta se refiere a sí mismo como hermano menor de Tvrtko I, en 1353, pero esto no habría que tomarlo literalmente. Mavro Orbini, moderno historiógrafo, influenciado por escritos de los cronistas de Ragusa del siglo XVI, describe a Dabiša como hijo ilegítimo de Ninoslav, que era tío de Tvrtko.